# Bad Romance
A Bad Romance Lady Gaga amerikai énekesnő dala a The Fame Monster (2009) című harmadik középlemezéről (EP), amely a The Fame (2008) című debütáló stúdióalbumának újrakiadása. Szövegét Gaga és RedOne írta, utóbbi a szám producere is egyben. Miután a dal demó verziója kiszivárgott, Gaga 2009 októberében mutatta be a végleges változatot Alexander McQueen 2010-es tavasz/nyári divathetén, majd még abban a hónapban kiadta a The Fame Monster első kislemezeként. Zeneileg egy német house és techno által inspirált elektropop és dance-pop dal, amely experimentális poplemezként született meg. Dalszövegéhez Gaga a turnéja közben átélt paranoiájából merített ihletet, és az egészségtelen romantikus kapcsolatok iránti vonzalmáról írta meg a dalt.
A Bad Romance-t a zenei kritikusok méltatták refrénje, üteme és fülbemászó dallama miatt. A retrospektív kritikák Gaga legjobb dalának és minden idők egyik legjobb popdalának nevezték meg. Több mint 20 országban vezette a slágerlistákat, és világszerte 12 millió példányban kelt el, ezzel minden idők egyik legkelendőbb kislemeze lett. Az Egyesült Államokban a dal a Billboard Hot 100-as listáján a második helyen végzett, és az Amerikai Hanglemezgyártók Szövetsége (RIAA) tizenegyszeres platina minősítéssel illette. 2019-ig bezárólag 5,9 millió digitális példányban kelt az országban. A Bad Romance Grammy-díjat nyert A legjobb női popénekes teljesítményért, és bekerült a Rolling Stone és a Pitchfork sajtóorgánumok éves „best-of” listáira; az előbbi a 21. század 100 legjobb dala, valamint Minden idők 500 legjobb dala közé sorolta. Egy 2017-es folyóiratban, amely a fülbemászó számok dallamainak szerkezeti mintáit vizsgálta, az Amerikai Pszichológiai Társaság a Bad Romance-t nevezte a legfülbemászóbbnak.
A dalhoz készült videóklip Francis Lawrence rendezésében egy szürreális fehér fürdőházban játszódik, ahol Gagát elrabolják, elkábítják, és eladják szexrabszolgának az orosz maffiának. A videó úgy ér véget, hogy Gaga felgyújtja a férfit, aki megvásárolta őt. A klip a kritikusok elismerését is kivívta a stílusáért, a koreográfiájáért, a kosztümjeiért és a szimbolizmusáért. Rövid időre a legnézettebb YouTube-videó lett 2010-ben, az MTV Video Music Awards-on pedig rekordszámú, tíz jelölést kapott, amelyből hetet nyert meg, köztük Az év videója díjat. Megkapta A legjobb zenei videónak járó Grammy-díjat, és a Billboard a 21. század legjobb videóklipjének nevezte. Gaga a Bad Romance-t televíziós műsorokban, díjkiosztókon, koncertturnéin és rezidencia-műsoraiban, valamint a Super Bowl LI félidei show-jában is előadta élőben.

## Háttér és megjelenés

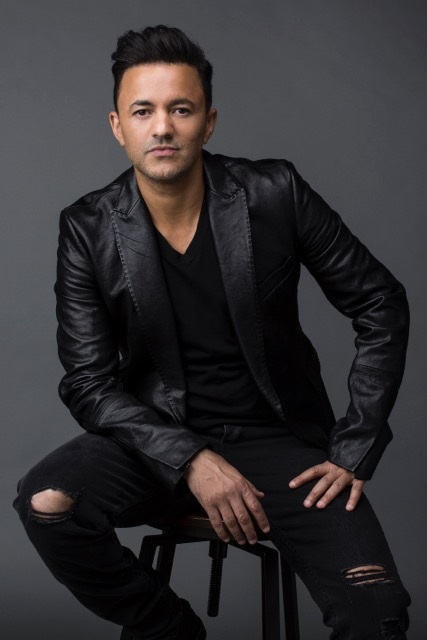
RedOne (a fotón 2017-ben) Gagával közösen írta és készítette a dalt

Lady Gaga és RedOne írta, készítette és hangszerelte a Bad Romance-t; ők feleltek a háttérvokálokért is. RedOne egyedül végezte a programozást és a felvételt. Johny Severinnel dolgozott a hangszerkesztésen, Dave Russellel és Eelco Bakkerrel pedig a hangmérnöki munkákon. A dalt Spike Stent keverte, a maszterelést pedig Gene Grimaldi végezte. A Bad Romance felvételei a Los Angeles-i Record Plantben és az amszterdami FC Walvischben készültek.
A hivatalos megjelenés előtt, 2009. október 2-án egy demóverziót tettek közzé illegálisan az interneten, ami Gagát arra késztette, hogy a Twitteren keresztül megjegyezze, hogy „a fülem vérzik tőle. Várjatok, amíg meghalljátok az igazi verziót”. Gaga 2009. október 3-án a Saturday Night Live-ban előadta a Bad Romance egy részletét a Poker Face és a LoveGame mellett. A dal végleges verzióját Alexander McQueen 2010-es Plato’s Atlantis című párizsi divatheti bemutatójának fináléjában mutatták be, amely az utolsó munkája volt néhány hónappal későbbi halála előtt. Október 19-én jelent meg a Bad Romance az énekesnőThe Fame Monster (2009) című harmadik középlemezéről (EP), amely a The Fame (2008) című debütáló stúdióalbumának újrakiadása.
A Bad Romance egyike volt azoknak a daloknak, amelyeket Gaga 2009-ben, turnézás közben írt. Ezek a dalok a különböző absztrakt „szörnyekről” – paranoiáinak metaforáiról – szóltak, amelyekkel a turné során szembesült. Gaga kifejtette, hogy általában magányosnak érezte magát a kapcsolataiban, és vonzódott az egészségtelen románcokhoz, ezek lettek a dal témái. Gaga Norvégiában, a turnébuszán írta a szöveget. A Grazia magazinnak adott interjújában részletesen beszámolt az írás folyamatáról:
„Jártam Oroszországban, Németországban, és sok időt töltöttem Kelet-Európában. Megismertem ezt a lenyűgöző német house-techno zenét, úgyhogy olyan számot akartam, amelyben megjelenik ez a [...] zenei tapasztalatom. Kicsit el akartam távolodni a '80-as évektől, szóval a refrén dallamvilága inkább a '90-es évek dallamvilágát idézi [...] A szám arról szól, milyen érzés beleszeretni a legjobb barátodba.”

## Zene és dalszöveg
A Bad Romance egy elektropop és dance-pop dal house, új hullám és techno hatásokkal. Mathieu Deflem szociológus rockhatásokat is felismert a dalban. A BBC kritikusa, Paul Lester a rave ihlette szintetizátorhangokat jegyezte meg a dalban. A Musicnotes.com kottája szerint, a dal ütemmutatója 4/4, 119-es percenkénti ütésszámmal. A-moll hangnemben íródott, és Gaga hangterjedelme E3-tól C5-ig terjed. A dal a versszakokban az Am–C–F–Am-C–G, míg a refrénben a F–G–Am–C–F–G–E–Am akkordmenetet követi.

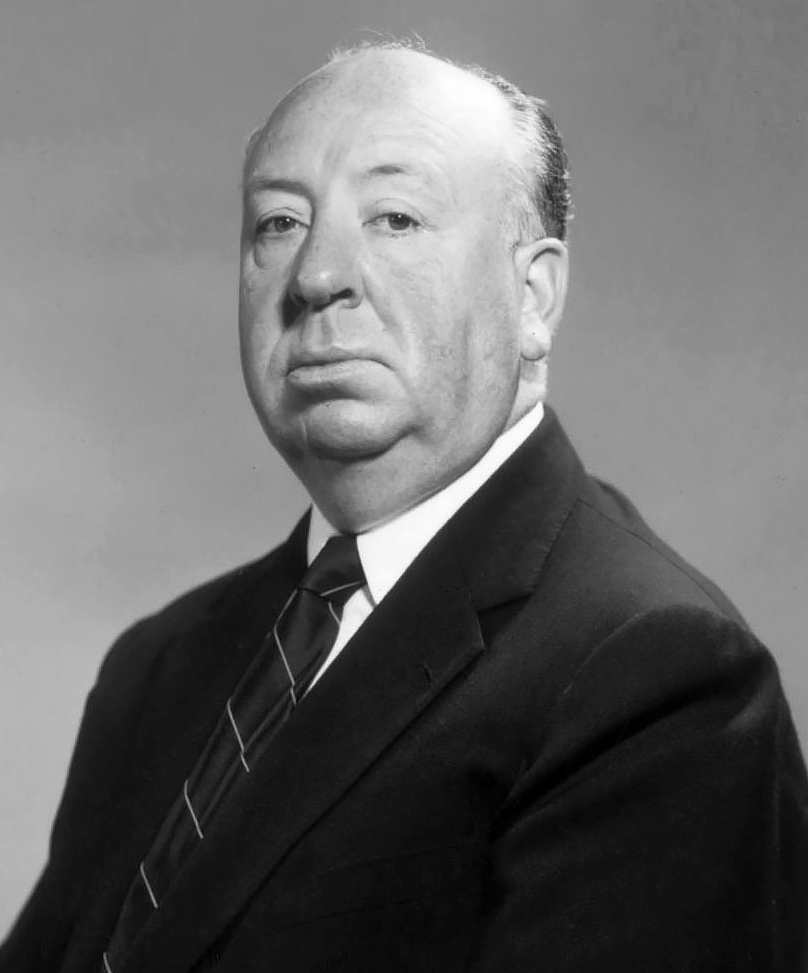
A dalszövegben Gaga Alfred Hitchcock (a képen) angol rendező három filmjét is megemlíti

Deflem a Bad Romance-ben Gaga hangját jellemezve azt írta, hogy az „időnként nyers és reszelős, nem pedig lágy és sima, és magában foglalja a gyengéd és a kemény énekstílusok kontrasztját, a lágy éneklés és a hangos üvöltés váltakozását”. A szám a refrén egyik dallamával indít, majd átmegy a „Rah-rah-ah-ah-ah/Roma-roma-mah/Gaga-uh-la-la” motívumba, ami elmondása szerint a „romance” szó rövidítése. Ezt dobütések és szintetizátor követi. Ezeket követi az első versszak és az előkórus, amikor Gaga a következő sorokat énekli: „You know that I want you / And you know that I need you” („Tudod, hogy akarlak / És tudod, hogy szükségem van rád”). Utána pedig a „teli torokból” énekelt refrén hallható, amelyben Gaga azt énekli, "You and me could write a bad romance ... / Caught in a bad romance" („Te és én írhatnánk egy rossz románcot / Egy rossz románc fogságában”).
A kritikusok megjegyezték, hogy más dalok és művészek is hatással voltak a Bad Romance-re. Sal Cinquemani a Slant Magazine-tól észrevette az 1980-as évek zenéjének hatásait. Simon Price a The Independenttől és Daniel Brockman a The Phoenix-től a Boney M. és a Depeche Mode együttesek munkáihoz hasonlította a dalt. Az „I want your psycho, your vertigo shtick, Want you in my Rear Window, Baby, you’re sick” sorokban Gaga Alfred Hitchcock filmjeit sorolja. Azt mondta: „Amit valójában mondani akarok, az az, hogy a legmélyebb, legsötétebb, legbetegebb részeidet akarom, amit félsz megosztani bárkivel is, mert annyira szeretlek”. Price szerint a „I want your ugly, I want your disease” („Akarom a csúfságod, Akarom a betegséged”) sor megalapozta a The Fame Monster komor hangvételét.
A dalszöveg egy rossz kapcsolatról szól; a bostoni közegészségügyi bizottság a Bad Romance-t felvette az „Egészségtelen kapcsolatok összetevőit tartalmazó dalok top 10-es listájára”. Brockman számára a dal a „felszabadulás kinyilvánítása a partner alól”. A címet magyarázva a szerző, Robin James a Resilience & Melancholia: Pop Music, Feminism, Neoliberalism című könyvében azt írta, hogy nem romantizál „rossz” dolgokat, hanem csak „magának a konvencionálisan megírt popdal-„romantikának” a rossz voltára mutat rá”.
Katrin Horn, az amerikai tanulmányok posztdoktora megállapította, hogy a Bad Romance két szinten is működik. Mivel a meleg és leszbikus fiatalok teszik ki Gaga rajongóinak nagy részét, az „I don’t wanna be friends” („Nem akarom, hogy barátok legyünk”) sor – amely a heteroszexuális legjobb barátba való beleszeretés kérdését járja körül – rájuk is hat. Másrészt a dal tematizálja Gaga „rossz románcát” a hírnévvel és a vagyonnal. Horn úgy értelmezte az „all your lovers’ revenge” („Minden szeretőd bosszúja”) részt, hogy Gaga a rajongók korábbi bálványaira utal, az „I want your love” („Akarom a szerelmed”) sorban pedig a rajongók tapsát várja, amikor élőben lép fel.

## A kritikusok értékelései
A Bad Romance pozitív értékeléseket kapott a kritikusoktól. Maureen Lee Lanker az Entertainment Weekly-től a The Fame Monster legjobb dalának választotta. A Pitchfork – amely „epikus felépítésűnek” nevezte –, a TV News és a Rolling Stone a 2009-es év legjobb dalainak listáján szerepelt. Az NME a 2000-es évek végének egyik „legemlékezetesebb popslágerének” nevezte, és a dalnak tulajdonítja, hogy Gagát ikonikussá tette. Az albumról írt kritikájában Scott Plagenhoef a Pitchforktól úgy találta, hogy ez „vitathatatlanul a 2009-es év legjobb pop kislemeze”.
A Bad Romance-t refrénje, a ritmusa és fülbemászó dallama miatt dicsérték. Kaufman dicsérte a drasztikus átmenetet egy bombasztikus ütemre a refrén alatt, amelyet a Rolling Stone-os Jody Rosen fülbemászónak, a MusicOMH-s Michael Hubbard Gaga egyik legjobbjának az NME-s Emily Mackay pedig „olyan csodálatosan nagynak nevezett, hogy eltörpíti a millió dühös gitáros fickó iparát”. Christopher John Farley, a The Wall Street Journal írója méltatta a számot és fülbemászónak nevezte. Más kritikusok a dal szexepiljéről nyilatkoztak, dicsérték, hogy Gaga nevét „teutonikus énekké” tette, és „turbófeltöltött euro-soul”-nak és klubbarát dallamnak nevezték, amely „piszkos aljassággal” rendelkezik.
A Bad Romance-t a kritikusok Gaga korábbi kislemezeihez (köztük a Just Dance-hez és a Poker Face-hez) hasonlították, azzal a kritikával, hogy nem állt velük egy szinten, és hiányzott belőle az azonnali magával ragadó hatás. A kritikusok más művészekhez is hasonlították Gagát. Kitty Empire a The Guardiantól azt írta, hogy a Bad Romance „ezt a céltudatos, nem karizmatikus olasz-amerikai lányt [Gagát] tette az új Madonnává”, Josh Modell a Spin-től pedig úgy vélte, hogy a dal „fülbemászóan nonszensz szövegével („[r]a-ra-a-a-a-a, ra-ma, uh-uh-ah!”) úgy szól, mint az utóbbi idők legjobb Madonna-dala”. Jon Blistein az L Magazine-tól úgy vélte, hogy ez egy Cher-dal, „hamis európai akcentusú versszak” és „unalmas beszélt szavas bridge” összemosása.

## Kereskedelmi fogadtatás
Az Egyesült Államokban a Bad Romance 2009. november 14-én a Billboard Hot 100 kilencedik helyén debütált, 143 000 digitális letöltéssel. Két hét múlva a dal a második helyre került, és hét nem egymást követő héten keresztül tartotta ezt a pozíciót. Az első helyről Jay-Z Empire State of Mind című dala (Alicia Keys közreműködésével), majd később Kesha Tik Tok című dala (mindkettő 2009-es) szorította ki. A második helyre való előrelépést először a 49%-os digitális fellendülés váltotta ki, ami a dal első helyét eredményezte a Hot Digital Songs listán. 2019 februárjáig a Bad Romance 5,9 millió példányban kelt el az Egyesült Államokban a Nielsen Soundscan szerint, így Katy Perry után Gaga a második előadó, akinek három kislemeze – a Just Dance és a Poker Face mellett – egyenként ötmillió digitális példányban kelt el. Miután az Amerikai Hanglemezgyártók Szövetsége (RIAA) elkezdte figyelembe venni a videó streaminget a kislemez minősítések kiszámításánál, a Bad Romance tizenegyszeres platina minősítést kapott 11 milliós eladás és streaming után. A Nielsen Broadcast Data Systems adatai szerint a dal rövid időre beállította a legtöbb heti lejátszás rekordját a Pop Songs chart 17 éves történetében, 10 859 lejátszást regisztrálva 130 rádióállomáson, amelyeket figyelemmel kísértek a chart számára. Gaga 2017-es Super Bowl LI félidei show-előadását követően a Bad Romance újra visszatért a Hot 100-as listán az 50., a digitális daleladási listán pedig a kilencedik helyen. A kanadai Hot 100-as listán a Bad Romance az 58. helyen debütált, és a következő héten az első helyre került. Két hétig a Tik Tok váltotta fel, majd a Bad Romance visszatért a slágerlista első helyére. A kanadai Music Canada a Bad Romance-t hétszeres platinalemezzé minősítette, ami 280 000 példányos letöltési eladást jelent.
A European Hot 100 Singles listán a Bad Romance két hetet töltött az első helyen. Ausztriában, Dániában, Finnországban, Németországban, Írországban, Svédországban, Norvégiában és Németországban is a lista élén állt. Az Egyesült Királyságban a Bad Romance a 14. helyen debütált a UK Singles Charton. 2009 decemberében a dal 72 919 eladott példánnyal a csúcsra ért, ezzel Gaga lett az első női előadó, akinek egy év alatt három első helyezett kislemeze volt. A Brit Hanglemezgyártók Szövetségétől (BPI) többszörös platina minősítést szerzett. A brit Phonographic Performance Limited cég szerint a Bad Romance volt az Egyesült Királyság legtöbbet játszott dala 2010-ben. 2022 júliusáig a Bad Romance 1,7 millió példányban kelt el 84 millió streameléssel, ezzel Gaga harmadik legkelendőbb kislemeze az Egyesült Királyságban.
A Bad Romance Ausztráliában az ARIA Singles Chart 16. helyén, Új-Zélandon pedig a RIANZ Singles Chart 33. helyén debütált, majd mindkét országban a második helyen végzett. A dal tizenegyszeres platina minősítést kapott az Ausztrál Hanglemezipari Szövetségtől 770 000 példányban történő kiszállításáért. A dalból 2010-ben 9,7 millió példányt adtak el világszerte – ezzel az év második legkelendőbb dala lett –, 2018-ig bezárólag pedig 12 milliót, így minden idők egyik legkelendőbb kislemeze.

## Videóklip

### Kidolgozás

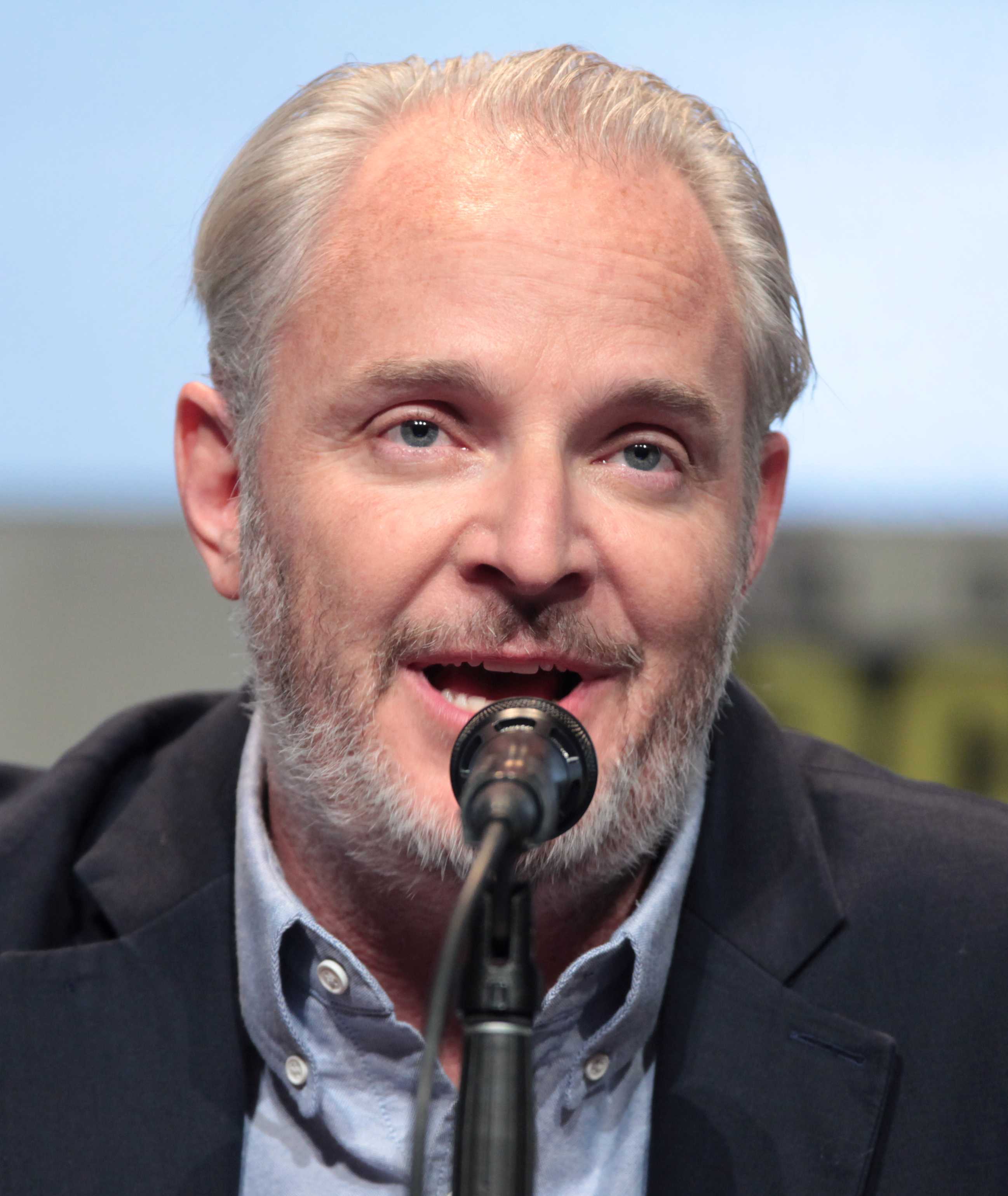
A videóklipet Francis Lawrence (a képen 2015-ben) rendezte

A Rolling Stone-nak adott interjújában Gaga megerősítette Francis Lawrence-t a klip rendezőjeként, és elmondta, hogy lenyűgözte a végső változat. Kifejtette: „Tudtam, hogy [Lawrence] rendezői képességei sokkal magasabbak annál, mint amit én meg tudnék csinálni”. Kreatív csapata, a Haus of Gaga irányította a művészeti rendezést, és a végleges videóklipet 2009. november 10-én mutatták be. Az MTV-nek nyilatkozva még többet beszélt a Lawrence-szel való munkáról:
„Olyasvalakit akartam, aki totálisan megérti, hogyan kell pop videót készíteni, mert a legnagyobb kihívás számomra a rendezőkkel való együtt dolgozásban, hogy én vagyok az író, én felelek a divatos megjelenésért, én döntöm el miről szóljon, és nagyon nehéz olyan rendezőt találni, aki nem csak a művész elképzeléseit követi. [...] De Francis és én együtt dolgoztunk. [...] Ez igazi közös munka volt. Remek popvideó rendező és filmes. Ő csinálta a Legenda vagyok-ot és hát hatalmas Will Smith-rajongó is vagyok, szóval tudtam, hogy képes lesz kivitelezni a videót az én legfurább [...] ötleteimmel együtt...”
Gaga és Lawrence dolgozta ki a videóklip koncepcióját. Eredetileg New Yorkban tervezték forgatni, bonyolultabb díszletekkel és szabadtéri helyszínen. Az alacsony költségvetés és a termékelhelyezés hiánya miatt ezt az ötletet elvetették. Gaga időbeosztása miatt Los Angelesben forgatták le két nap alatt. Lawrence-t lenyűgözte Gaga munkamorálja és kreativitása a klip forgatása során; dicsérte a csapatmunkát, a pontosságot és a spontaneitást.

### Szinopszis

Lady Gaga szemeit a videóklip kádjeleneténél számítógépes utómunkával növelték meg

A videó egy fürdőházban játszódik. Története szerint Gagát elkábítja és elrabolja egy csapat szupermodell, akik egymillió rubelért eladják őt az orosz maffiának szexrabszolgának. A klip elején Gaga egy fehér trónon ül aranyszínű ruhában, borotvapengékből álló szemüvegét viselve. Számos embert láthatunk körülötte állva, illetve egy már korábbi videókban is megjelent dán dogot. Gaga egy mp3-lejátszó némítógombján tartja az ujját (a lejátszóból egy szintetizátoron előadott részlet hallható Johann Sebastian Bach Das wohltemperierte Klavier (A jól hangolt zongora) című zongoraművéből, amely a klip bevezetőjeként szolgál), és ahogy elengedi, elkezdődik a Bad Romance dal. Napfény kezdi megvilágítani a fürdőház falait, majd bekapcsol a vakító fény, amely láthatóvá teszi a fehér falakat, és egy feliratot: „Bath Haus of GaGa” („GaGa fürdőháza”). Gaga és táncosai egész testüket és arcukat beborító, fehér latex-ruhában bújnak ki fehér, koporsószerű fekvőhelyeikből – Gagáén a „Mons†er” felirat látható –, majd táncolni kezdenek. A jelenetbe ékelve Gagát egy tükör előtt állva, fekete koronával a fején is láthatjuk, illetve ahogy barackszínű hajjal üldögél egy fürdőkádban.
Ahogy a refrén elkezdődik, két nő kirángatja Gagát a kádból, letépik a ruháját, és megitatnak vele egy pohár vodkát. Ezután gyémántokkal díszített ruhában és hozzáillő fejdíszben egy csapat férfi elé vezetik. Több nő társaságában táncolni kezd a férfiaknak, akik licitálnak rá. Négykézláb odamegy az egyik férfihoz – Jurij Bradač szlovén modell alakítja– , és öltáncával eléri, hogy megtegye rá a legnagyobb árajánlatot. A jelenetet megszakítják a lebegő gyémántok között, tangát, melltartót, és egy arca felét eltakaró maszkot viselő Gaga képei. A „Walk, walk, fashion, baby”-sorral kezdődő részben Gaga egy testét körbeölelő giroszkópban forog körbe, illetve láthatjuk, ahogy egy csillogó ruhában és Alexander McQueen-által tervezett különös magassarkú cipőben lépdel. A refrén utolsó eléneklése előtt egy jegesmedveprémre hasonlító ruhában megy oda az őt megvásárolt férfihoz, aki egy ágyon üldögél Gagát nézve, és épp kigombolja az ingét. Gaga közömbös tekintettel leveszi ruháját és a napszemüvegét. Az ágy spontán kigyullad, miközben a férfi még mindig rajta ül, majd Gaga a lángok előtt énekel. A refrén alatt az énekesnő és táncosai piros, testüket alig fedő ruhában táncolnak. A videó végén Gaga cigarettát szívva fekszik az ágyon az elégett férfi csontváza mellett, szikrázó melltartóját viselve.

### Fogadtatás
- Wohltemperiertes Klavier, Első könyv, fúga B-mollbanA videó Johann Sebastian Bach német zeneszerző Das wohltemperierte Klavier című zongoraművének egy szintetizátoron előadott részletével indul.

Nem tudod lejátszani a fájlt?
A videóklip általános elismerést kapott a divat, a koreográfia, a futurisztikus díszlet és a jelmezek miatt. Gagát, akit Christopher John Farley, a The Wall Street Journal munkatársa úgy jellemzett, mint „a jelen kor kevés popsztárjának egyike, aki valóban ért a látványossághoz, a divathoz, a sokkhoz, a koreográfiához”, mint Madonna és Michael Jackson az 1980-as években, Jennifer Cady, az E! munkatársa különösen dicsérte, amiért újjáélesztette a performanszművészetet, és gondolatokat és gondosságot fektetett termékeibe; Todd Martens a Los Angeles Times-tól hasonlóan nyilatkozott, úgy vélve, hogy a videó „méltó egy egészestés filmhez”. A kritikusok pozitívan nyilatkoztak a megjelenéséről, mivel minimális smink használatát és a „lecsupaszított” és „igazi” Gaga megjelenését frissítőnek találták.
A média megjegyezte, hogy a klip a Szárnyas fejvadász (1982) című filmre, a True Blood (2008-2014) című televíziós sorozatból ismert Anubis Airlinesra, Stanley Kubrick filmrendező munkáira és Michael Jackson Thrillerére emlékeztet. Az utóbbihoz való hasonlítást a koporsókapszulák jelenete, a „rángatózó [...] táncmozdulatok”, és a zombiszerű karmozdulatok miatt tették. Farley úgy vélte, hogy a videó megrázó művészete hasonlít Jackson 1980-as évekbeli munkáira. Evan Sawdey, a PopMatters munkatársa számára nem volt egyértelmű, hogy Gaga szándékosan tisztelgett-e a Thriller előtt, vagy csak egy újabb ürügyként használta ezt arra, hogy „az emberiség által valaha tervezett legfurcsább ruhákat” viselje.

### Tematikus elemzés
Gaga szerint a videóban szereplő emberkereskedelem metaforája annak, hogy a zeneipar a nőket „árucikként” kezeli. A Lady Gaga: Behind the Fame című könyvében Emily Herbert összehasonlítást vont a videó és a The Fame Monster témája (Gaga és a hírnév kapcsolata) között. Herbert azt írta: „Vajon ez volt az ár, amit Gagának meg kellett fizetnie a hírnévért, amire annyira vágyott? Úgy érezte, mintha valamilyen módon prostituálnia kellett volna magát? A témák mind a szex, a dekadencia és a korrupció köré épültek; az alkohol és még a cigaretta, a huszonegyedik századi társadalom legnagyobb tabuja is jelen volt, és így értelemszerűen ... a drogok is”.
Jocelyn Vena az MTV News-tól és Troy Peterson a Slate-től úgy vélte, hogy a videó szimbolikus volt. Mivel a klip úgy kezdődik, hogy Gaga a Fame videókból ismert karaktereit ábrázoló emberek körül van, azonnal elrabolják, bedrogozzák és átváltozik „a szuperszexi, kissé kísérteties Fame Monster verzióvá”. Vena ezt úgy értelmezte, hogy Gaga újra feltalálja az imázsát, és olyan valaki, aki szereti „feszegetni a határokat és felfedezni mindenféle szexuális hajlamot”. Úgy érezte, hogy a videó Gaga zsenialitását bizonyítja, mint olyan művész, aki a videóit arra használja, hogy vizualizálja karrierje következő szakaszának kezdetét.. Peterson vallási szimbolikát talált a videóban. Úgy vélte például, hogy a Gagát a fürdőkádban ábrázoló jelenetek a keresztséget jelképezik, a martinis nők pedig áldozást mutatnak be.
A videó stílusa, divatja és elemei elemzés tárgyát képezték. A borotvapengés napszemüveg, amelyet Gaga viselt, a kemény női szellemet ábrázolta; így magyarázta: „Ez a pajzsom, ez a fegyverem, ez a belső hírnévérzetem, ez a szörnyetegem”. Robin James író úgy találta, hogy Gaga stílusát a videóban erősen inspirálta a goth divat és esztétika, beleértve a viktoriánus stílusú bútorokat és a borotvapengés szemüveget. A „goth monstrum” vizualizálásával Gaga a szexuális normákat és identitásokat mutatja be, hogy megmutassa a küzdelmét, amelyen felülkerekedik. Például a videóban szereplő „Bath Haus of GaGa” szavak az angol goth zenekarra, a Bauhausra utalnak, meztelen jelenetében pedig kiemeli vékony testének „groteszkségét” és csigolyáit, amelyek úgy néznek ki, mint a bordák egy hüllő hátán. James a „gusztustalan, torz, szörnyű testeket és mozdulatokat” a szexizmussal hozta összefüggésbe, amellyel Gaga szembesül. A videót úgy jellemezte, mint Gaga „a férfi tekintet, a nőkkel való kereskedelem és a nemi erőszak kultúrájának meghódítását”, amit szerinte Gaga „rovar” jelmeze, Alexander McQueen 12 hüvelyk (300 mm) magas, homárkarmokra emlékeztető armadillo sarkú cipője hangsúlyoz – utalás a nőstény sáskára, amely a párzás után felfalja hímnemű partnerét. Paul Hegarty médiateoretikus úgy látta, hogy Gaga a magassarkú cipő használata a dominancia és a behódolás kombinációját jelenti: magassága korlátozza a mozgását, ami az alárendeltséget jelzi, de az, hogy képes járni benne, felforgató dominanciát jelent. Ily módon a videó „az irányítással való cinkosságot az abból való felülemelkedés módjaként vizsgálja”.
A kritikusok elemezték a befejező jelenetet, amelyben Gaga legyőzi a gonoszt. Gaga egy csillogó, pirotechnikai melltartóval öli meg fogvatartóját, miután lefeküdt vele. Mathieu Deflem szerint a melltartó Gaga gondolatait képviseli arról, hogy a társadalom "fegyvernek" tekinti a női melleket, holott azok egyszerűen a női test részei. Annette Lynch írónő a melltartót a felemelkedés szimbólumának találta, és azt írta, hogy Gaga a szexualitását használja arra, hogy legyőzze a gonosztevőt. Ebben a jelenetben Gaga nyugodtan cigarettázik, ami Gilad Padva szerint a Journal of LGBT Youth című folyóiratban azt jelzi, hogy tetszett neki a szexuális együttlét a fogvatartójával, aki meghal, miután a "mohó" Gaga kihasználta – egy "zabolátlan nő", aki a saját kielégülését helyezi előtérbe a férfi partnerének kielégítésére tett kísérlettel szemben. Padva úgy találta, hogy ez komikusan megfordította a „hegemón [hetro]szexualitást”, ahol az alárendelt és kizsákmányolt most uralkodó és kizsákmányoló. A The Performance Identities of Lady Gaga: Critical Essays című könyvében Jennifer M. Santos úgy vélte, hogy fogvatartójának legyőzésével Gaga újraértelmezte a nemi szerepeket, és felforgatta a „fetisiszta szkopofília” és a „szadista kukkolás” férfi fantáziáit, amint az abban a jelenetben is látható, amikor Gagát arra kényszerítik, hogy szinte meztelenre vetkőzzön és táncoljon a vevők számára.

## Elismerések és hatása
2011-ben a Bad Romance elnyerte A legjobb női popénekes teljesítményért járó Grammy-díjat. 2015-ben a Billboard a dalt „a legnagyobb Hot 100-as sláger, amely a 2. helyig jutott”, és „modern klasszikusnak” nevezte. A Psychology of Aesthetics, Creativity, and the Arts című szakfolyóiratban 2017-ben megjelent, a fülbemászó dalok dallamainak szerkezeti mintáit vizsgáló tanulmány 3000 résztvevőtől állította össze a legfülbemászóbb számok listáját, amelyen a Bad Romance az első helyen szerepelt. A Rolling Stone 2018-ban és 2021-ben a Bad Romance-t a 21. század 100, illetve Minden idők 500 legjobb dala közé választotta. A Billboard 2022-ben minden idők 100 legjobb karaoke dala és 2023-ban minden idők 500 legjobb popdala közé sorolta.
Az Official Charts Company egyik írója azt írta, hogy a dal „vitathatatlanul szupersztárrá tette Gagát [...] A Bad Romance egy furcsa és formabontó popdal, amely Gaga korlátlan és féktelen ambícióinak végső hordozója volt”. A Rolling Stone, a Billboard, a The Guardian, a The Independent, a Vulture, a Uproxx és a Glamour a Bad Romance-t választotta Gaga legjobb dalának. A Vulture szerint ez határozta meg a 2000-es évek végét, és „befejezte az átalakulását egy igazán rettenthetetlen, mindenre kiterjedő művésszé”. A Rolling Stone úgy vélte, hogy a dal megtestesíti „a Gagaizmus esszenciáját” a Billboard szerint „grandiózus esztétikája, merész dalszerzése, lírai kidolgozottsága és drámai énekhangja” kiemelkedő. A Uproxx szerint a dal olyan elemeket tartalmazott, amelyek hatással voltak Gaga későbbi munkásságára – „tiszta popdallamok, utalások a '80-as és '90-es évek dance iránti szeretetére, popkulturális utalások [...] rádióbarát refrén, amely úgy ragad a slágerlistákon, mint a méz, és egy nagy adag "WTF" furcsaság, amely az énekesnőt a saját világában tartja”. A szerző Constantine Chatzipapatheodoridis a Bad Romance-t a The Fame Monster egyik meghatározó dalaként említette, amelyben Gaga elmerült az „őrült művész” stílszerű profiljában, aki megkérdőjelezte a hagyományos nemi normákat és a szexualitást.
2010 májusában a Bad Romance lett az első videó, amely elérte a 200 milliós megtekintést a YouTube-on, és rövid időre a legnézettebb videó lett. 2019 januárjában a videó átlépte az 1 milliárdos megtekintést. A 2010-es MTV Video Music Awards-on 10 jelölést kapott, köztük A legjobb művészeti rendezés, A legjobb speciális effektek és A legjobb operatőri munka kategóriában, valamint elnyerte Az év videója, A legjobb női videó, A legjobb popvideó, A legjobb táncvideó, A legjobb rendezés, A legjobb vágás és A legjobb koreográfia díját. Peter Gabriel Sledgehammer-jével holtversenyben a valaha elért legtöbb jelölést kapta az MTV Video Music Award történetében. A Bad Romance megkapta A legjobb rövid hosszúságú videóklipnek járó Grammy-díjat. A Time magazin a Bad Romance-t felvette az 1980-as évek óta készült legjobb zenei videók listájára. A cikk szerzője, Claire Suddath szerint, még ha Gaga későbbi videói kidolgozottabbak is voltak, a Bad Romance volt Gaga legjobbja.
Gaga 2011-es Born This Way című dalának a 2010-es évekre gyakorolt hatásáról írva Stephen Daw, a Billboard munkatársa „kultúrtörténeti pillanatnak” nevezte a Bad Romance klipjét. 2011-ben a Billboard olvasói a 2000-es évek legjobb videoklipjének választották, szorosan megelőzve Britney Spears Toxic-ját. A magazin a 21. század 100 legjobb zenei videoklipjének listáján az első helyre sorolta, és Gaga Little Monsters néven ismert rajongótáborának megalapozását is ennek tulajdonította. „Egy egész filmes világba nyújtott bepillantást, amely egyformán izgalmas és felkavaró volt, kitágítva a zenei videoklipek lehetőségeit – és egyúttal kihívást jelentett más sztároknak, hogy fokozzák a saját játékukat” – írta a Billboard a listában. „A Bad Romance című számmal Gaga a nagyszerű zenei videók régi mércéjét vette és lángra lobbantotta, majd nekilátott egy új mérce megalkotásának”. 2021-ben a Rolling Stone Australia minden idők 100 legjobb zenei videóklipje közé sorolta.

## Élő előadások
Gaga először 2009 októberében adta elő a Bad Romance-t a Saturday Night Live-ban. Fellépése alatt a Nasir Mazhar és a Haus of Gaga által tervezett, „The Orb”-nak nevezett, forgó fémgyűrűkből álló alkalmatosságot viselte, amelyet a Bad Romance klipjében is láthatunk rajta. Gossip Girl – A pletykafészek című televíziós sorozatban előadta a dalt a „The Last Days of Disco Stick” című epizódban, ahol egy 35 láb (11 m) hosszú ruhát viselt. Az MTV-nek adott interjújában Gaga kifejtette, hogy nem akarta, hogy az előadás kilógjon a sorozat történetéből, ezért a forgatókönyvírókkal együtt dolgozott, hogy beépítsék a cselekménybe. A Blair Waldorf karaktere által szervezett privát partin játszódik, az epizódban Gaga két óriási ajtón lép ki, és felmászik egy létrán, ami a balszerencsét szimbolizálja.

Gaga ezüst színű ruhában és fejdíszben adja elő a dalt a Monster Ball Tour megújított koncertjein

Gaga a Bad Romance-t adta elő a 2009-es American Music Awards-on. Hússzínű, fehér csíkokkal körbetekert, villogó fényekkel beágyazott, bordakoszorút és gerincet imitáló bodysuitot viselt. Előadása közben a mikrofonállvánnyal betört egy üveget. Gaga a dalt televíziós műsorokban is elénekelte, többek között a Jay Leno Show-ban 2009 novemberében, az Ellen DeGeneres Show-ban 2009 novemberében, a The X Factor-ban 2009 decemberében, a The Oprah Winfrey Show-ban 2010 januárjában, és a Today-ben 2010 júliusában. 2011 májusában a Cumbria állambeli Carlisle-ban a Radio 1 Big Weekend című műsorában és a Good Morning Americában lépett fe.. Ez utóbbihoz egy hámon repülve lépett a színpadra, miközben a színpad közepéről gőz szállt fel. Katie Kindelan, az ABC News munkatársa Gaga „védjegyének számító kirívó divatot” kommentálta.
A Bad Romance volt az utolsó dal Gaga világ körüli koncertsorozatának, a The Monster Ball Tournak (2009-2011) a setlistjén. A műsor korai változatán egy 1980-as évek ihlette, diszkógömböt idéző felsőben énekelt kitömött vállakkal és magas derekú nadrággal. A turné felújított 2010–2011-es koncertjein egy giroszkóp belsejében jelent meg a színpadon, miközben ezüst színű ruhát és fejdíszt viselt. Diana Benati, a The Riverfront Times munkatársa Gaga „nagy ambíciójáról és rajongói iránti szenvedélyéről” ezt írta: „Kevés embernek van ezen a kis kék márványon olyan képessége vagy lehetősége, hogy naponta ennyi emberre hatással legyen. Ellopta az emberek szívét.” Gaga egy tojásból emelkedett ki a Bad Romance előadására a Born This Way Ball (2012–2013) turnéja során. Miguel Dumaual, az ABS-CBNnews.com munkatársa úgy érezte, hogy Gaga előadása „egy kicsit túl sok táncot, éneklést és csípőgyakorlatot tartalmazott”. Gaga a számot a 2014-es ArtRave: The Artpop Ball turnéján is előadta egy rave ihlette ruhában. Ugyanebben az évben a South by Southwest rendezvényen a Bad Romance country verzióját énekelte, míg a Lady Gaga Live at Roseland Ballroom című rezidencia show-ján egy rózsával borított billentyűs hangszerrel lépett fel.

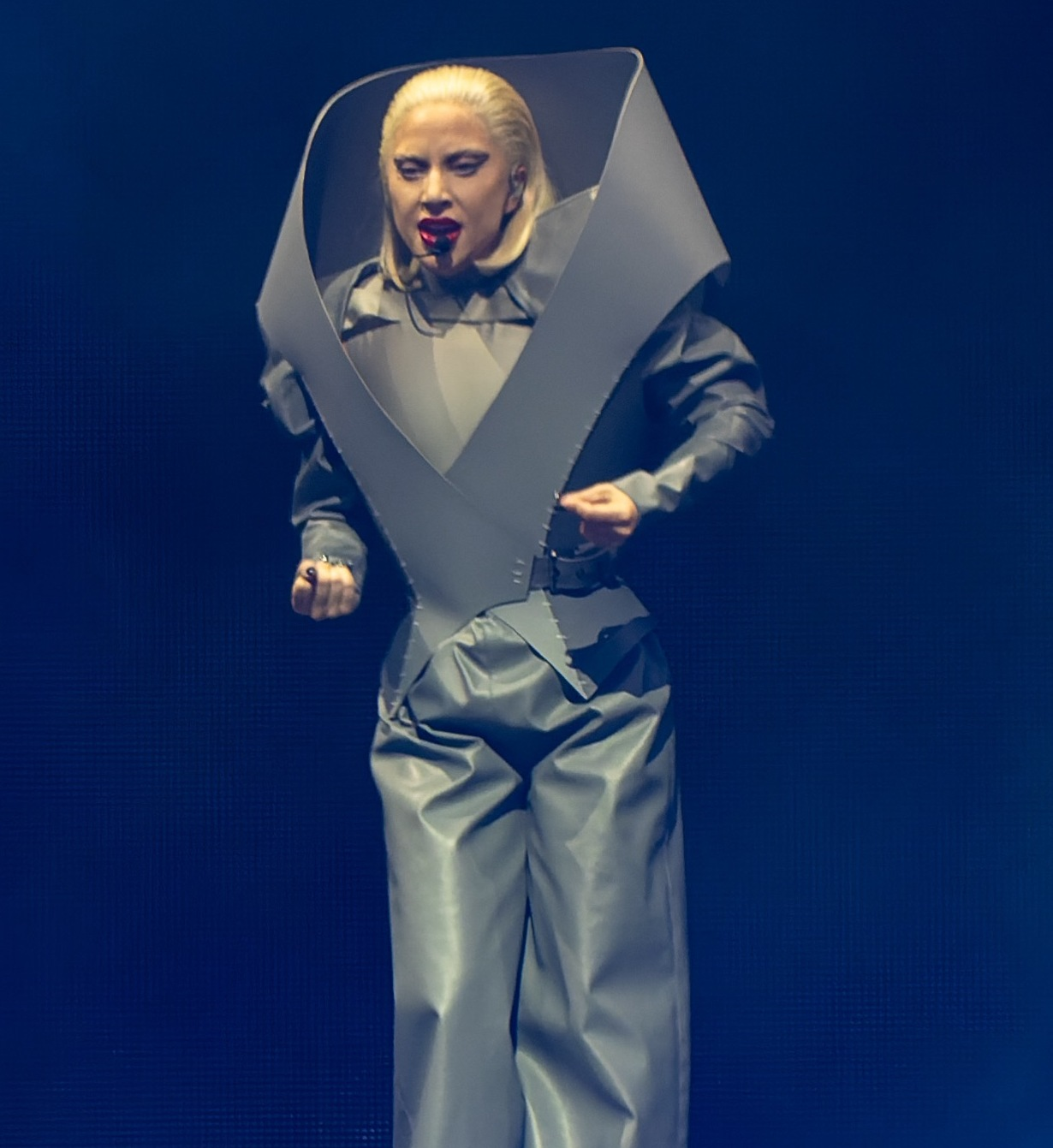
Gaga a 2022-es The Chromatica Ball nyitószámaként a Bad Romance-t énekelte, amit Nick Lavine az NME-től „merésznek” nevezett

2016 júliusában Gaga a You and I és a The Beatles Come Together című dalával együtt adta elő egy zongorás egyvelegben a New Jersey állambeli Camdenben, a BB&T Pavilionban tartott koncerten, amely a 2016-os Demokrata Nemzeti Konvenció része volt. 2016 novemberében megjelent a The Late Late Show with James Corden „Carpool Karaoke” szegmensében, és elénekelte a számot a kocsiban a műsorvezetővel. Gaga a Super Bowl LI félidei showműsorát a Bad Romance című számmal zárta, és egy ezüstszínű, flitteres Versace-ruhát viselt, válltöméses dzsekivel. A dalt a Poker Face mellett adták elő ráadásként mindkét hétvégén, amikor Gaga a Coachella Fesztivál fő fellépője volt 2017-ben. A Joanne World Touron (2017-2018) Gaga a Bad Romance című dalt egy fehér origami-szerű ruhában és egy kristályokkal díszített bodysuitban adta elő, egy hozzá illő fehér tollas maszkkal és Giuseppe Zanotti cipővel. A 2017-es Torontói Nemzetközi Filmfesztiválon, a Gaga: Five Foot Two című dokumentumfilmjének világpremierje előtt zongorán adta elő a dalt.
Gaga a Bad Romance-t a Las Vegas-i Lady Gaga Enigma + Jazz & Piano (2018-2022) című rezidencia-showja során is elénekelte, amely két típusú előadásra oszlott. Az Enigmán pezsgőszínű aranyruhában adta elő, a Jazz & Piano koncertjein pedig egy letisztult, zongorás változatot adott elő. A Bad Romance volt a nyitószám a The Chromatica Ballon, Gaga 2022-es stadionturnéján, ahol egy szarkofág jellegű ruházat belsejéből adta elő, amelyet Bach Fugue No. 24 szerzeménye előzött meg introként, hasonlóan a dal klipjéhez. Nick Levine az NME-től úgy vélte, azzal hogy a koncertet a Bad Romance és a korábbi slágerei – a Poker Face és a Just Dance – nyitották meg, azt mutatja, hogy Gagának „van mersze”, és a választás „okos és bátor” volt. A Bad Romance legközelebb a 2025-ös Coachellán hangzott el Gaga headliner szettjében. Miután a Vanish into You végén elhagyta a színpadot, pestisdoktornak öltözött táncosai egy asztalon hozták vissza. Egy díszes tollas jelmezben feltámadva adta elő a Bad Romance-t a koncert utolsó számaként.

## Feldolgozások
2010. március 29-én a Thirty Seconds to Mars feldolgozta a dalt a BBC Radio 1 Live Lounge című műsorában, amely 11. helyezést ért el a UK Rock Charton. Az énekesnő Lissie közzétette a dal feldolgozását a YouTube-on, amelyet David Lynch filmrendező is dicsért. A Glee című zenés tévésorozat egyik epizódjában a színészek Gaga-ruhákat öltöttek magukra, és egy csoportos produkcióban adták elő a dalt. A feldolgozás 2010 júniusában a Billboard Hot 100-as listáján az 54. helyet érte el. A 46. Songwriters Hall of Fame díjátadón Linda Perry énekelte a dalt egy lelassított feldolgozásban, mielőtt Tony Bennett átadta a Kortárs Ikon-díjat Gagának. A Bad Romance-t Geoffrey Rush rövid ideig hegedűn játszotta, aki Albert Einsteint alakította a National Geographic Channel történelmi antológiasorozatának, a Geniusnak a promójában. A reklámot a Super Bowl LI alatt sugározták, közvetlenül Gaga félidei fellépése után.

## Megjelenési forma és számlista
| Digitális letöltés 1. Bad Romance – 4:54 Digitális letöltés EP 1. Bad Romance – 4:54 2. Bad Romance (Hercules & Love Affair Remix) – 5:11 3. Bad Romance (Chew Fu Remix) – 7:14 4. Bad Romance (Starsmith Remix) – 4:55 5. Bad Romance (Music Video) – 5:14 EU CD kislemez 1. Bad Romance (Radio Edit) – 4:24 2. Bad Romance (Main) – 4:54 Németország digitális remixváltozat 1. Bad Romance (Radio Edit) – 4:21 2. Bad Romance (Chew Fu Remix) – 7:13 3. Bad Romance (Starsmith Remix) – 4:55 4. Bad Romance (Grum Remix) – 4:50 5. Bad Romance (Bimbo Jones Radio Remix) – 3:58 6. Bad Romance (Hercules & Love Affair Remix) – 5:11 7. Bad Romance (Hercules & Love Affair Dub Remix) – 5:11 8. Bad Romance (Music Video) – 5:14 | USA digitális remix EP 1. Bad Romance (Chew Fu H1N1 Fix) – 7:14 2. Bad Romance (Kaskade Remix) – 4:20 3. Bad Romance (Bimbo Jones Radio Remix) – 3:58 4. Bad Romance (Skrillex Remix) – 4:23 USA Remix CD kislemez 1. Bad Romance (Chew Fu H1N1 Fix) – 7:14 2. Bad Romance (Kaskade Remix) – 4:20 3. Bad Romance (Bimbo Jones Remix) – 3:58 4. Bad Romance (Skrillex Remix) – 4:23 5. Bad Romance (Grum Remix) – 4:51 6. Bad Romance (Richard Vission Remix) – 5:23 7. Bad Romance (Hercules & Love Affair Remix) – 5:12 USA digitális 'The Remixes EP' második rész 1. Bad Romance (Grum Remix) – 4:50 2. Bad Romance (Richard Vission Remix) – 5:22 3. Bad Romance (Hercules & Love Affair Remix) – 5:12 4. Bad Romance (Hercules & Love Affair Dub Remix) – 5:12 5. Bad Romance (DJ Dan Remix) – 3:44 |

## Közreműködők
Közreműködők listája a The Fame Monster albumjegyzetei alapján.
Felvételi helyszínek
- A felvételek a Record Plant Studios-ban (Los Angeles) és az FC Walvisch-ben (Amszterdam) készültek.
- Maszterelés az Oasis Masteringben (Burbank, Kalifornia).

Közreműködők
- Lady Gaga – vokálok, társproducer, háttérvokál
- Nadir "RedOne" Khayat – producer, hangszerkesztés, hangszerelés, háttérvokál, hangmérnök, programozás, felvételek
- Johny Severin – hangszerkesztés
- Dave Russell – hangmérnök
- Eelco Bakker – hangmérnök
- Mark "Spike" Stent – hangkeverés
- Gene Grimaldi – maszterelés

## Helyezések
| Lista (2009–2013)                               | Legjobb helyezés |
| ----------------------------------------------- | ---------------- |
| Ausztrália (ARIA)                               | 2                |
| Ausztrália Dance (ARIA)                         | 1                |
| Ausztria (Ö3 Austria Top 40)                    | 1                |
| Belgium (Ultratop 50 Flanders)                  | 2                |
| Belgium (Ultratop 50 Wallonia)                  | 3                |
| Brazil (Hot 100 Airplay)                        | 4                |
| Bulgária (BAMP)                                 | 1                |
| Kanada (Canadian Hot 100)                       | 1                |
| Kanada AC (Billboard)                           | 23               |
| Kanada CHR/Top 40 (Billboard)                   | 1                |
| Kanada Hot AC (Billboard)                       | 1                |
| Csehország (Rádio Top 100)                      | 1                |
| Dánia (Tracklisten Top 40)                      | 1                |
| European Hot 100 Singles (Billboard)            | 1                |
| Finnország (Singlet Top 20)                     | 1                |
| Franciaország (Single Top 100)                  | 1                |
| Németország (Media Control Charts)              | 1                |
| Global Dance Songs (Billboard)                  | 1                |
| Görögország Digitális dalok (Billboard)         | 1                |
| Magyarország (Rádiós Top 40)                    | 1                |
| Magyarország (Single Top 40)                    | 2                |
| Magyarország (Dance Top 40)                     | 1                |
| Izland (RÚV)                                    | 1                |
| Írország (IRMA)                                 | 1                |
| Israel (Media Forest)                           | 1                |
| Olaszország (FIMI)                              | 1                |
| Japan (Japan Hot 100)                           | 4                |
| Luxembourg Digital Song Sales (Billboard)       | 2                |
| Mexico (Mexico Airplay)                         | 1                |
| Hollandia (Top 40)                              | 10               |
| Hollandia (Single Top 100)                      | 7                |
| Új-Zéland (Recorded Music NZ)                   | 2                |
| Norvégia (VG-lista)                             | 1                |
| Lengyelország (Dance Top 50)                    | 3                |
| Portugália Digitális dalok (Billboard)          | 2                |
| Románia (Romanian Radio Airplay)                | 1                |
| Románia (Romania TV Airplay)                    | 1                |
| Oroszország (TopHit)                            | 60               |
| Skócia (Scottish Singles Top 40)                | 1                |
| Szlovákia (Rádio Top 100)                       | 1                |
| Dél-Korea Digitális dalok (Gaon)                | 27               |
| Dél-Korea Nemzetközi dalok (Gaon) Kaskade remix | 16               |
| Spanyolország (PROMUSICAE)                      | 1                |
| Svédország (Sverigetopplistan)                  | 1                |
| Svájc (Schweizer Hitparade)                     | 2                |
| Egyesült Királyság (UK Singles Chart)           | 1                |
| Ukrajna Rádiós lista (TopHit)                   | 83               |
| US Billboard Hot 100                            | 2                |
| US Adult Contemporary (Billboard)               | 20               |
| US Adult Top 40 (Billboard)                     | 7                |
| US Hot Dance Club Songs (Billboard)             | 1                |
| US Dance/Mix Show Airplay (Billboard)           | 1                |
| US Hot Latin Songs (Billboard)                  | 13               |
| US Mainstream Top 40 (Billboard)                | 1                |
| US Rhythmic (Billboard)                         | 6                |

| Lista (2017)                              | Legjobb helyezés |
| ----------------------------------------- | ---------------- |
| US Hot Dance/Electronic Songs (Billboard) | 6                |

| Lista (2025)                           | Legjobb helyezés |
| -------------------------------------- | ---------------- |
| Brazília (Brasil Hot 100)              | 23               |
| Franciaország (SNEP)                   | 183              |
| Global 200 (Billboard)                 | 81               |
| Lengyelország (Polish Airplay Top 100) | 43               |
| Szingapúr (RIAS)                       | 17               |

| Lista (2009)                   | Helyezés |
| ------------------------------ | -------- |
| Ausztrália (ARIA)              | 31       |
| Ausztrália Dance (ARIA)        | 9        |
| Ausztria (Ö3 Austria Top 40)   | 27       |
| Belgium (Ultratop 50 Flanders) | 86       |
| Dánia (Tracklisten)            | 42       |
| Magyarország (Rádiós Top 40)   | 133      |
| Magyarország (Dance Top 40)    | 70       |
| Írország (IRMA)                | 10       |
| Olaszország (FIMI)             | 18       |
| Új-Zéland (Recorded Music NZ)  | 29       |
| Svédország (Sverigetopplistan) | 12       |
| Egyesült Királyság (OCC)       | 17       |

| Lista (2010)                         | Helyezés |
| ------------------------------------ | -------- |
| Ausztrália (ARIA)                    | 26       |
| Ausztrália Dance (ARIA)              | 4        |
| Ausztria (Ö3 Austria Top 40)         | 9        |
| Belgium (Ultratop 50 Flanders)       | 31       |
| Belgium (Ultratop 50 Wallonia)       | 10       |
| Kanada (Canadian Hot 100)            | 3        |
| Dánia (Tracklisten)                  | 28       |
| European Hot 100 Singles (Billboard) | 1        |
| Franciaország (SNEP)                 | 11       |
| Németország (Official German Charts) | 17       |
| Magyarország (Rádiós Top 40)         | 5        |
| Magyarország (Dance Top 40)          | 7        |
| Írország (IRMA)                      | 12       |
| Olaszország (FIMI)                   | 9        |
| Japán (Japan Hot 100)                | 26       |
| Hollandia (Dutch Top 40)             | 54       |
| Hollandia (Single Top 100)           | 57       |
| Új-Zéland (Recorded Music NZ)        | 31       |
| Románia (Romanian Top 100)           | 13       |
| Spanyolország (PROMUSICAE)           | 6        |
| Svédország (Sverigetopplistan)       | 15       |
| Svájc (Schweizer Hitparade)          | 13       |
| Egyesült Királyság (OCC)             | 30       |
| US Billboard Hot 100                 | 8        |
| US Adult Contemporary (Billboard)    | 48       |
| US Adult Top 40 (Billboard)          | 27       |
| US Dance Club Songs (Billboard)      | 2        |
| US Hot Latin Songs (Billboard)       | 64       |
| US Mainstream Top 40 (Billboard)     | 3        |
| US Rhythmic (Billboard)              | 28       |

| Lista (2011)                      | Helyezés |
| --------------------------------- | -------- |
| Oroszország Rádiós lista (TopHit) | 181      |

| Lista (2017)                              | Helyezés |
| ----------------------------------------- | -------- |
| US Hot Dance/Electronic Songs (Billboard) | 42       |

| Lista (2010–19)      | Helyezés |
| -------------------- | -------- |
| US Billboard Hot 100 | 84       |

## Minősítések és eladási adatok
| Régió | Minősítés   | Eladott példányszám |
| --- | ----------- | ------------------- |
| Ausztrália (ARIA) | 11× platina | 770 000‡            |
| Ausztria (IFPI Austria) | 2× platina  | 60 000*             |
| Belgium (BEA) | arany       | 15 000*             |
| Brazília (Pro-Música Brasil) | gyémánt     | 250 000‡            |
| Kanada (Music Canada) | gyémánt     | 800 000‡            |
| Dánia (IFPI Denmark) | platina     | 30 000^             |
| Franciaország (SNEP) | platina     | 250 000*            |
| Németország (BVMI) | 3× arany    | 450 000‡            |
| Olaszország (FIMI) | 2× platina  | 60 000*             |
| Japán (RIAJ) Digital single | arany       | 100 000*            |
| Japán (RIAJ) Ringtone | arany       | 100 000^            |
| Új-Zéland (RMNZ) | 4× platina  | 120 000‡            |
| Norvégia (IFPI Norway) | 8× platina  | 480 000‡            |
| Spanyolország (PROMUSICAE) | 2× platina  | 80 000^             |
| Svédország (GLF) | 2× platina  | 40 000‡             |
| Svájc(IFPI Switzerland) | platina     | 30 000^             |
| Egyesült Királyság (BPI) | 3× platina  | 1 700 000           |
| Egyesült Államok (RIAA) | 11× platina | 11 000 000‡         |
| Összesítés |             |                     |
| Világszerte |             | 12 000 000          |
| * Eladási példányszámok kizárólag a minősítés alapján. ^ Kiszállítási példányszámok kizárólag a minősítés alapján. ‡ Eladási+streaming példányszámok kizárólag a minősítés alapján. |             |                     |

## Megjelenési történet
| Régió              | Dátum              | Formátum             | Változat       | Kiadó(k)                      | Ref.    |
| ------------------ | ------------------ | -------------------- | -------------- | ----------------------------- | ------- |
| Franciaország      | 2009. október 19.  | Rádiós megjelenés    | Eredeti        | Universal                     | [ 280 ] |
| Franciaország      | 2009. október 23.  | Digitális letöltés   | Eredeti        | Interscope                    | [ 281 ] |
| Írország           | 2009. október 23.  | Digitális letöltés   | Eredeti        | Universal                     | [ 282 ] |
| Egyesült Királyság | 2009. október 25.  | Digitális letöltés   | Eredeti        | Universal                     | [ 283 ] |
| Egyesült Államok   | 2009. október 26.  | Digitális letöltés   | Eredeti        | Interscope                    | [ 284 ] |
| Finnország         | 2009. október 27.  | Digitális letöltés   | Eredeti        | Universal                     | [ 285 ] |
| Németország        | 2009. október 27.  | Digitális letöltés   | Eredeti        | Universal                     | [ 286 ] |
| Norvégia           | 2009. október 27.  | Digitális letöltés   | Eredeti        | Universal                     | [ 287 ] |
| Spanyolország      | 2009. október 27.  | Digitális letöltés   | Eredeti        | Universal                     | [ 288 ] |
| Svédország         | 2009. október 27.  | Digitális letöltés   | Eredeti        | Universal                     | [ 285 ] |
| Egyesült Államok   | 2009. november 10. | Poprádiós megjelenés | Eredeti        | Interscope                    | [ 289 ] |
| Világszerte        | 2009. november 23. | 7-inch vinyl         | Eredeti        | Interscope KonLive Streamline | [ 290 ] |
| Olaszország        | 2009. november 27. | Rádiós megjelenés    | Eredeti        | Universal                     | [ 291 ] |
| Világszerte        | 2009. december 21. | Digitális letöltés   | Remixes        | Interscope                    | [ 292 ] |
| Egyesült Államok   | 2010. január 12.   | CD                   | Remixes        | Interscope                    | [ 164 ] |
| Világszerte        | 2010. február 9.   | Digitális letöltés   | Remixes Part 2 | Interscope                    | [ 166 ] |

## Lásd még
- A legnagyobb példányszámban eladott kislemezek
- A legnézettebb YouTube-videók listája
- Grammy-díj a legjobb női popénekes teljesítményért

## Könyvek
- The Music Diva Spectacle: Camp, Female Performers, and Queer Audiences in the Arena Tour Show. Intellect Books (2021). ISBN 978-1-789-38437-6
- Lady Gaga and the Sociology of Fame: the Rise of a Pop Star in an Age of Celebrity. Palgrave Macmillan (2017). ISBN 978-1-137-58468-7
- Herbert, Emily. A Glimpse of Genius, Lady Gaga: Behind the Fame. The Overlook Press, 213–224. o. (2010). ISBN 978-1-590-20423-8
- Taking Pop Seriously: Lady Gaga as Camp, Women, Camp, and Popular Culture: Serious Excess. Palgrave Macmillan, 193–252. o. (2017). ISBN 978-3-319-64845-3
- Lady Gaga and Popular Music: Performing Gender, Fashion, and Culture, Routledge Studies in Popular Music. Routledge (2014). ISBN 978-1-134-07987-2
  -  Lady Gaga and Popular Music : Performing Gender, Fashion, and Culture. Routledge, 43–66. o. (2014). ISBN 978-1-134-07987-2
  -  Lady Gaga and Popular Music: Performing Gender, Fashion, and Culture. Routledge, 82–93. o. (2014). ISBN 978-1-134-07987-2
- (2017. május 1.) „Dissecting an Earworm: Melodic Features and Song Popularity Predict Involuntary Musical Imagery.”. Psychology of Aesthetics, Creativity, and the Arts 11 (2), 122–135. o, Kiadó: American Psychological Association. DOI:10.1037/aca0000090. (Hozzáférés: 2022. április 14.)
- (Little) Monsters & Melancholics, Resilience & Melancholy: Pop Music, Feminism, Neoliberalism. John Hunt Publishing, 133–173. o. (2015. június 3.). ISBN 978-1-782-79461-5
- The Birth of Pop Culture Porn Chic, Porn Chic: Exploring the Contours of Raunch Eroticism. A & C Black, 37–54. o. (2012). ISBN 978-1-472-52013-5
- (2018. január 2.) „Queer Nostalgia in Cinema and Pop Culture”. Journal of LGBT Youth 15 (1), 173–199. o, Kiadó: Palgrave Macmillan. DOI:10.1057/9781137266347.
- Santos, Jennifer M.. Body Language and 'Bad Romance': The Visual Rhetoric of the Artist, The Performance Identities of Lady Gaga. McFarland & Company, 52–73. o. (2012). ISBN 978-0-786-46830-0

## Fordítás
- Ez a szócikk részben vagy egészben  a   Bad Romance című angol Wikipédia-szócikk fordításán alapul.  Az eredeti cikk szerkesztőit annak laptörténete sorolja fel. Ez a jelzés csupán a megfogalmazás eredetét és a szerzői jogokat jelzi, nem szolgál a cikkben szereplő információk forrásmegjelöléseként.